# Olympia (París)

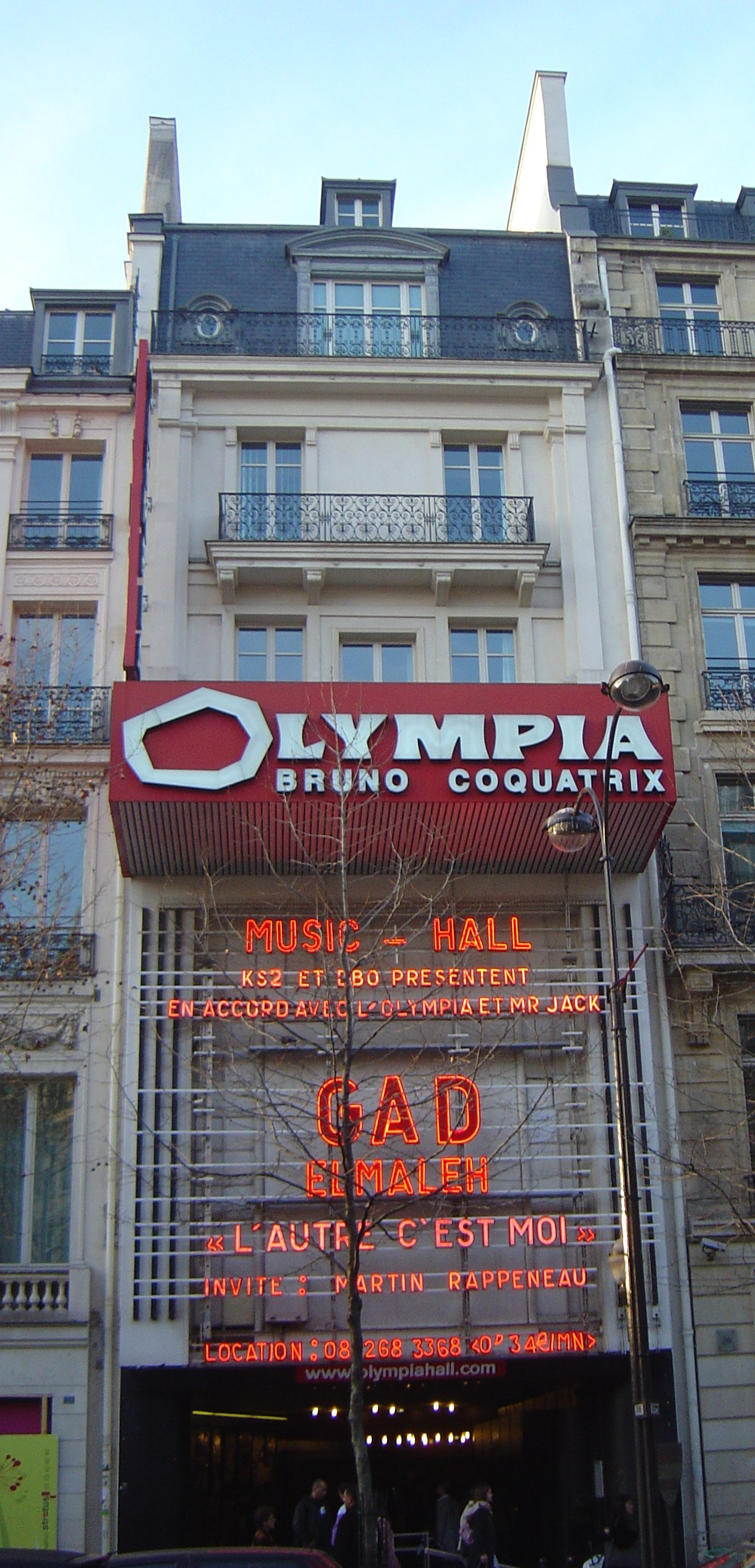
La façana de l'Olympia

L'Olympia és una sala de concerts de mida mitjana, situada al cèntric bulevard dels Caputxins de París i que antigament havia funcionat com a music-hall.

## Història
Obert l'any 1893 per Josep Oller i Roca, un empresari terrassenc instal·lat a París, fundador també del Moulin Rouge (París), i inventor de les apostes mútues. L'Olympia va ser edificat en els terrenys de les Montagnes Russes, un anterior negoci d'Oller de 1887. La Goulue va ser la seva primera vedet amb la seva companyia de ballarines de cancan.
Avui dia, físicament se'l reconeix per les seves lletres vermelles gegants damunt la seva façana. Al llarg de tota la seva llarga història ha acollit molt artistes, com per exemple, Mistinguett, Joséphine Baker, Édith Piaf, Jacques Brel, Aretha Franklin, James Brown, Tina Turner, Dalida, Mireille Mathieu, Vanessa Paradis, Deep Purple, Paco Ibáñez, Maria del Mar Bonet, Raimon i Lluís Llach.

## Alguns discs enregistrats a l'Olympia
- Léo Ferré, Récital (1955, Odeon Records)
- Sidney Bechet, Le soir où l'on cassa l'Olympia (1955, Vogue)
- Charles Trenet, Le tour de chant à l'Olympia (1956, Columbia)
- Amália Rodrigues, Amália no Olympia (1957)
- Bill Haley, Vive la Rock'n roll (1958, Big Beat Records)
- Édith Piaf, Récital 1961 (Columbia)
- Johnny Hallyday À l'Olympia (1962, Philips)
- Jacques Brel, Olympia 64 (Philips)
- Johnny Hallyday, Olympia 64 (Philips)
- Adamo, À l'Olympia 65 (1965, EMI)
- Juliette Gréco, Juliette Gréco à l'Olympia (1966)
- Raimon, Raimon a l'Olympia (1966)
- Johnny Hallyday, Olympia 67 (Philips)
- Adamo, À l'Olympia 67 (1967, EMI)
- Aretha Franklin, Aretha in Paris (1968, Atlantic)
- Barbara, Une soirée avec Barbara (1969, Philips)
- Paco Ibáñez, Paco Ibáñez en el Olympia (1969, A flor de tiempo).
- Adamo, À l'Olympia 69 (1969, EMI)
- James Brown, Love Power Peace, Live At The Olympia, Paris 1971 (Polydor)
- Ike & Tina Turner, Live In Paris (1971, Fnac musique)
- Adamo, À l'Olympia 71 (1971, EMI)
- Charles Aznavour, Chez lui, à Paris (1972, Barclay)
- Alan Stivell, À l'Olympia (1972, Fontana)
- Lluís Llach, Lluís Llach a l'Olympia (1973)
- Francesc Pi de la Serra, Pi de la Serra a l'Olympia (1975)
- Maria del Mar Bonet, A l'Olympia (1975)
- Ovidi Montllor, Ovidi Montllor a l'Olympia (1975)
- Pablo Guerrero, Pablo Guerrero en el Olympia (1975)
- Georges Moustaki, Olympia 1977
- Adamo, À l'Olympia 77 (1977, Sony)
- Manu Dibango, À l'Olympia (1978)
- Carlos do Carmo, Ao vivo no Olympia (1980)
- Yves Montand, Olympia 81 (Fontana)
- Alain Souchon, Olympia 83, (RCA)
- Gilbert Bécaud, L'Olympia, spectacle bleu et spectacle rouge (1988, EMI)
- Anne Sylvestre, Olympia 86 (1989)
- Juliette Gréco, À l'Olympia (1992, Mercury)
- Celine Dion, À l'Olympia (1994)
- Vanessa Paradis vanessaparadislive (1994, Polydor)
- Jane Birkin, Intégral Olympia, (1996)
- Cesaria Evora, Cesaria Evora à l'Olympia (1996, Mélodie)
- Deep Purple, Live at The Olympia (1996, Emi)
- Anne Sylvestre, À l'Olympia en 1998 (1999)
- Johnny Hallyday, Olympia 2000. (Universal Music)
- Georges Moustaki, Olympia 2000. (Polydor)
- Christophe, Olympia 2002 (AZ)
- Alizée, Alizée en Concert (2004)
- Petula Clark, Live at the Paris Olympia (2004)
- Laura Pausini, Live in Paris '05 (2005)
- Raimon, Raimon à l'Olympia (1966-2006) (2006)
- Grégory Lemarchal, Olympia '06 (2006)
- Émilie Simon, À l'Olympia (2007)
- Dub Inc, Paradise Tour (Live at l'Olympia) (2015)